# حدشیت
حدشیت (به عربی: حدشیت) یک منطقهٔ مسکونی در لبنان است که در استان شمالی لبنان واقع شده‌است.

## خصوصیات
حدشیت ۱٬۴۰۰ متر بالاتر از سطح دریا واقع شده‌است.